# Johan Luthman
Johan Luthman, född 1735, död 1793 i Helsingborg, var en svensk konstnär och kyrkomålare.
Han var gift med Hedvig Margareta Tvist. Luthman ansökte om burskap som målare 1765 och uppger i sin ansökan att han studerat vid Ritakademien i Stockholm. På 1760-talet var han verksam i Växjö och hade där som lärling Pehr Hörberg 1767-1768. Bland hans arbeten märks dekorationsmålningar i Dänningelanda kyrka som revs 1879 samt altartavlan i Mörarps kyrka.   